# Onthophagus viridicervicapra
Onthophagus viridicervicapra là một loài bọ cánh cứng trong họ Bọ hung (Scarabaeidae).